# Episodi di Gente di mare (seconda stagione)
La seconda stagione della serie televisiva Gente di mare, dal titolo Gente di mare 2, andò in onda in prima visione su Rai 1 nel 2007, regia di Giorgio Serafini e Andrea Costantini.
| nº | Titolo                        | Prima TV Italia   |
| -- | ----------------------------- | ----------------- |
| 1  | Poseidon                      | 17 settembre 2007 |
| 2  | Una vita da salvare           | 17 settembre 2007 |
| 3  | La moneta del diavolo         | 18 settembre 2007 |
| 4  | Lo smemorato                  | 18 settembre 2007 |
| 5  | Un piatto freddo, anzi gelido | 25 settembre 2007 |
| 6  | Il cibo degli dei             | 25 settembre 2007 |
| 7  | Un cuore spezzato             | 2 ottobre 2007    |
| 8  | Evasi                         | 2 ottobre 2007    |
| 9  | L'uomo che sapeva troppo      | 9 ottobre 2007    |
| 10 | Partita di pesca              | 9 ottobre 2007    |
| 11 | Un colpo di carambola         | 9 ottobre 2007    |
| 12 | Il coraggio della verità      | 16 ottobre 2007   |
| 13 | Alla ricerca della verità     | 16 ottobre 2007   |
| 14 | Lo spettro del passato        | 23 ottobre 2007   |
| 15 | Roulette russa                | 23 ottobre 2007   |
| 16 | L'asta del pesce              | 30 ottobre 2007   |
| 17 | Una scelta di vita            | 30 ottobre 2007   |
| 18 | Fuga dall'incubo              | 31 ottobre 2007   |
| 19 | Sul filo della speranza       | 31 ottobre 2007   |
| 20 | La morte può attendere        | 6 novembre 2007   |
| 21 | In trappola                   | 6 novembre 2007   |
| 22 | Come Hansel e Gretel          | 13 novembre 2007  |
| 23 | Spietati                      | 13 novembre 2007  |
| 24 | La caccia                     | 20 novembre 2007  |
| 25 | L'ora delle verità            | 20 novembre 2007  |

## Altre informazioni
- La seconda stagione venne trasmessa in prima tv su Rai 1 dal 17 settembre al 20 novembre 2007 in 12 puntate di prima serata, tutte suddivise in 2 episodi da 50 minuti, tranne la quinta puntata, che è suddivisa in 3 episodi.
- In Italia, Gente di mare 2 è stata trasmessa anche da RaiSat Premium.
- In un episodio vi è la partecipazione di Milena Miconi, Patrizio Pelizzi e Alberto Angrisano.